# Lino del Río
Lino del Río (Alcalá de Henares, ¿? - Madrid, 26 de febrero de 1788) fue un compositor y maestro de capilla español.

## Vida
Lino del Río nació en Alcalá de Henares, no lejos de Madrid, hijo de Manuel del Río, maestro de capilla de la Iglesia Magistral de Alcalá de Henares de 1759 a 1773. Estudió en la misma Iglesia Magistral de 1764 a 1766 y luego en el Real Colegio de Niños Cantores, donde terminó su formación musical en los últimos días de 1768 o los primeros de 1769. Posteriormente pasaría por la Catedral de Plasencia, donde ejerció de cantor.
Su padre falleció en 1774, siendo enterrado en la Iglesia Magistral el 10 de abril. Lino sucedería a su padre en el cargo ese mismo año y permaneció hasta marzo de 1778.
El maestro Antonio Hernández de la Catedral de Plasencia se había jubilado en 1778, dejando el magisterio vacante. El cabildo convocó unas oposiciones para cubrir el cargo, al que acudieron cinco candidatos. Se nombraron como jueces al mismo Hernández y a Juan Mir, maestro de capilla de la Catedral de Coria, ya muy mayor. Mir colocó en primer lugar a Lino del Río y a Francisco de la Huerta, comentando que «contempla al primero más a propósito para la enseñanza en el modo y estilo de cantar, muy conducente para el culto». Por su parte, Hernández daba el primer lugar a Francisco Huerta, Lino del Río y Manuel Álvarez, diciendo que «tiene Río la ventaja de estilo en cantar para la enseñanza de los seises, y en lo demás procede conforme a lo que expresa el otro maestro». En la votación del cabildo, realizada el 23 de marzo de 1778, Río obtuvo 18 votos, Huerta 7 y Álvarez 3. Lino del Río solo permanecería en el cargo plasentino tres años, hasta 1781.
En 1781 fue nombrado «maestro en el Real Colegio de S. M.». Permanecería en Madrid, hasta su fallecimiento el 26 de febrero de 1788.
Lino del Río estuvo casado con Braulia López. López tenía un hijo, José Llanos, al que, ya viuda de Lino del Río, denunció ante la Inquisición por negar el infierno y otra vida.

## Obra

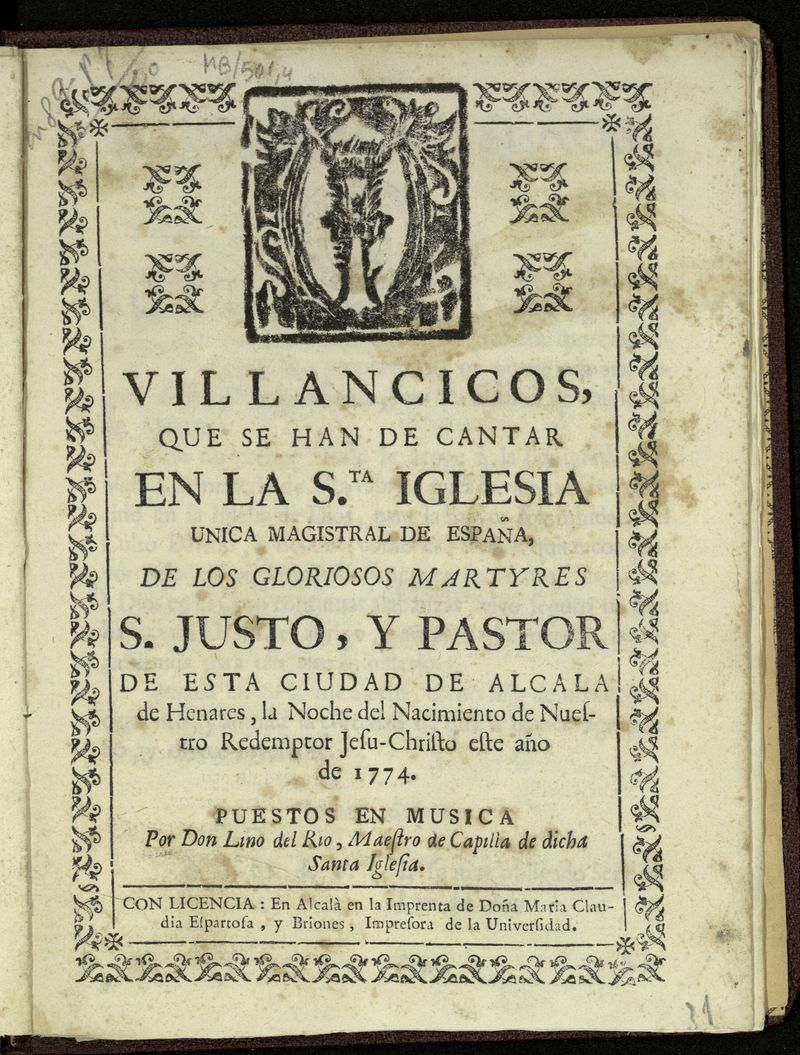
Villancicos que se han de cantar en la Sta. Iglesia única Magistral de España, [...] de S. Justo, y Pastor de esta ciudad de Alcalá de Henares, la Noche del Nacimiento de N. Redemptor Jesu-Christo este año de 1774 puestos en música por Don Lino del Río, Maestro de Capilla de dicha Santa Iglesia

No se conservan muchas composiciones de Lino del Río. En un cantoral de la Catedral de Plasencia se conserva un motete a Santa María Salomé, Haec Dei cultrix. El 27 de septiembre de 2024 la Fundación Alqvimia Musicae estrenó, dentro del I Festival de Música Antigua de Plasencia, el «Humano corazón» de Lino del Río en el claustro de la Catedral, con un espectáculo de luces proyectadas.
Impresiones (selección):
- Río, Lino del (1774). Villancicos que se han de cantar en la Sta. Iglesia única Magistral de España, [...] de S. Justo, y Pastor de esta ciudad de Alcalá de Henares, la Noche del Nacimiento de N. Redemptor Jesu-Christo este año de 1774 / puestos en música por Don Lino del Río, Maestro de Capilla de dicha Santa Iglesia. Alcalá de Henares: Imprenta de doña María Claudia Espartosa y Briones, impresora de la Universidad.

- Río, Lino del (1778). Villancicos que se han de cantar en la [...] Cathedral de la ciudad de Plasencia, en los solemnes maytines del Nacimiento de N. Señor Jesu-Christo y noche de los Santos Reyes, este año de 1778. Salamanca: Juan Antonio de Lasanta.